# 伊東忍
伊東 忍 （いとう しのぶ、1958年 -　）は、大阪大学大学院工学研究科生命先端工学専攻教授。

## 経歴
- 1977年 - 福井県立若狭高等学校普通科卒業
- 1981年 - 大阪大学工学部石油化学科卒業
- 1983年 - 大阪大学大学院工学研究科博士課程石油化学専攻前期課程修了
- 1986年 - 大阪大学大学院工学研究科博士課程石油化学専攻後期課程修了（工学博士）

## 職歴
- 1986年 - 大阪大学工学部応用精密化学科・助手
- 1987年 - 米国カリフォルニア大学サンディエゴ校化学科・博士研究員
- 1994年 - 大阪大学工学部応用化学科・助教授
- 1999年 - 大阪市立大学大学院理学研究科・教授
- 2008年 - 大阪大学大学院工学研究科・教授

## 受賞
- 1981年 - 楠本賞（大阪大学）
- 1991年 - 若い世代の特別講演者（日本化学会）
- 1993年 - 1992年度　有機合成化学奨励賞
- 2015年 - 日本化学会学術賞、大阪大学総長顕彰（研究部門）
- 2016年 - インド化学会Prof. Animesh Chakravorty Endowent Award